# Nokia N85
Nokia N85 – smartfon oparty na platformie Symbian 9.3 S60v3 FP2, w obudowie typu dual slider.

## Dane techniczne
- Procesor ARM11, 369 MHz, 128 MB RAM (ok. 78 MB dla użytkownika)
- Wyświetlacz - OLED 2,6 cala, 240x320 px, 16 mln kolorów
- Aparat 5 Mpix, maksymalna rozdzielczość zdjęcia 2584x1938 px, Obiektyw Tessar Carla Zeissa, autofocus, Dual LED flash, Stabilizator obrazu, Zoom 20x, Wideo VGA 640x480 (Limit nagrania wideo 2 godz. 54 min)
- Kamera do wideorozmów 0,3 Mpix, 352x288 px, zoom 2x
- Platforma - Symbian 9.3, S60 3rd edition, Feature Pack 2
- Slot na karty Micro SD (obsługa SDHC do 8 GB)
- GPRS, EDGE, UMTS, HSDPA, Wi-Fi v802.11b/g, Bluetooth v2,1 EDR
- WCDMA 900/1900/2100, max. prędkość 384/384 kbps (UL/DL). HSDPA do 3,6 Mbps (DL). DLNA.
- TV out (PAL/NTSC)
- Słownik T9, SMS, MMS, klient e-mail
- Java, profile, kalendarz, polifonia 64-tonowa, dyktafon AAC, AMR
- Radio, odtwarzacz MP3, wideokonferencja, transmiter FM 88, 1-108 MHz
- VoIP, Text-to-speech. GPS z A-GPS
- Czujnik położenia, komendy głosowe, micro-USB, złącze a/v 3,5 mm
- obsługa N-Gage 2.0